# Naga Pelangi
Le Naga Pelangi (Dragon arc-en ciel) est une goélette en bois gréée en type pinas malaisienne et construite de 2004 à 2009 à Kuala Terengganu, en Malaisie. Achevé en 2010, le voilier est exploité en tant que navire charter en Asie du Sud-Est.

## Contexte
Le Naga Pelangi a été construit pour son propriétaire allemand Christoph Swoboda  par les artisans de l'île Duyong dans l'estuaire de la rivière Terengganu dans l'état de Terengganu sur la côte est de la Malaisie péninsulaire. C'est un voilier de style malais avec des lignes basées sur la conception traditionnelle d'une pinas (en) mais fini aux normes modernes d'un yacht.
En Malaisie, ces voiliers sont appelés Perahu Besar (en malais : grand bateau). Ils ont été construits pour la cargaison et la piraterie et sont fabriqués en deux types, le "bedar (en)" et le "pinas". Ils sont faits de bois de chengal (Neobalanocarpus heimii), un bois dur lourd de la famille des Dipterocarpaceae  poussant seulement sur la péninsule malaise, la forêt tropicale la plus ancienne du monde. Ces bateaux gréés en jonque ont été utilisés dans la mer de Chine méridionale pendant des siècles et les derniers étaient encore en activité comme cargos à voile dans les années 1980.

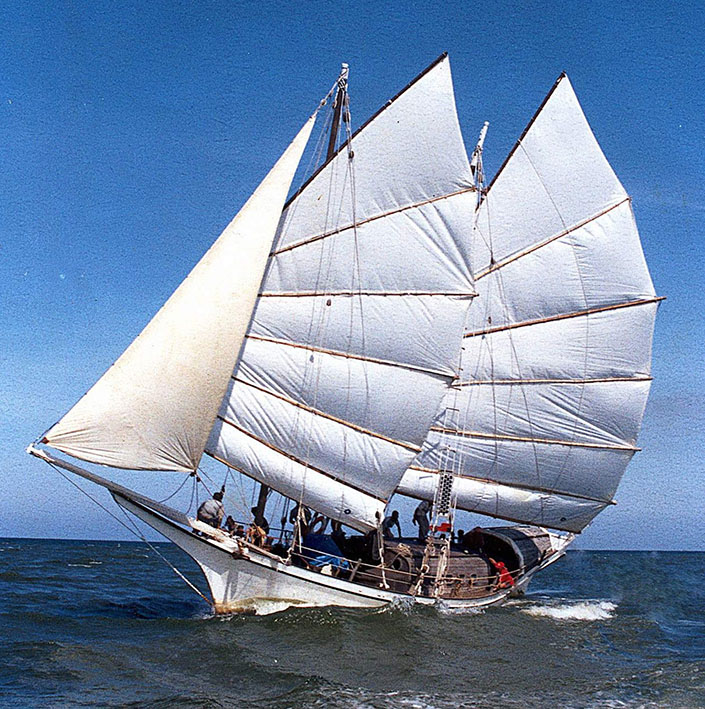
Naga Pelangi original, après sa circumnavigation au large de Kuala Terengganu, 1998

Swoboda a fait construire un bedar par les mêmes artisans en 1981 et a effectué une circumnavigation avec ce bateau (le Naga Pelangi original) en 1998. Après l'avoir vendu, il a commandé un nouveau navire afin d'aider à garder cette ancienne tradition de construction vivante.
Les Malais ont développé une technique indigène pour construire des bateaux en bois. Ils construisent sans plans, coque d'abord, cadres plus tard. Les planches sont pliées au feu et jointes bord à bord (Bordages à franc-bord) à l'aide de "basok" (chevilles en bois) en "Penaga-bois de fer" (Mesua ferrea). Il n'y a pas de calfeutrage de style européen martelé dans une rainure entre les planches : avant que la nouvelle planche ne soit martelée, une bande d'écorce de papier (malais : "kulit gelam") [7] de l'espèce Melaleuca est placée sur les chevilles. Cette couche de 1 à 2 mm d'un matériau naturel possède des propriétés d'étanchéité. Il s'agit d'une technique de construction ancienne et unique, dont les origines pourraient remonter aux migrations Proto-Malay (en) qui ont colonisé l'archipel il y a des milliers d'années.
Depuis 2013, le Naga Pelangi est exploité par son propriétaire dans l'océan Indien oriental, la mer d'Andaman avec une base sur l'île de Langkawi et dans la mer de Chine méridionale avec une base à Kuala Terengganu.

## Nom - Étymologie

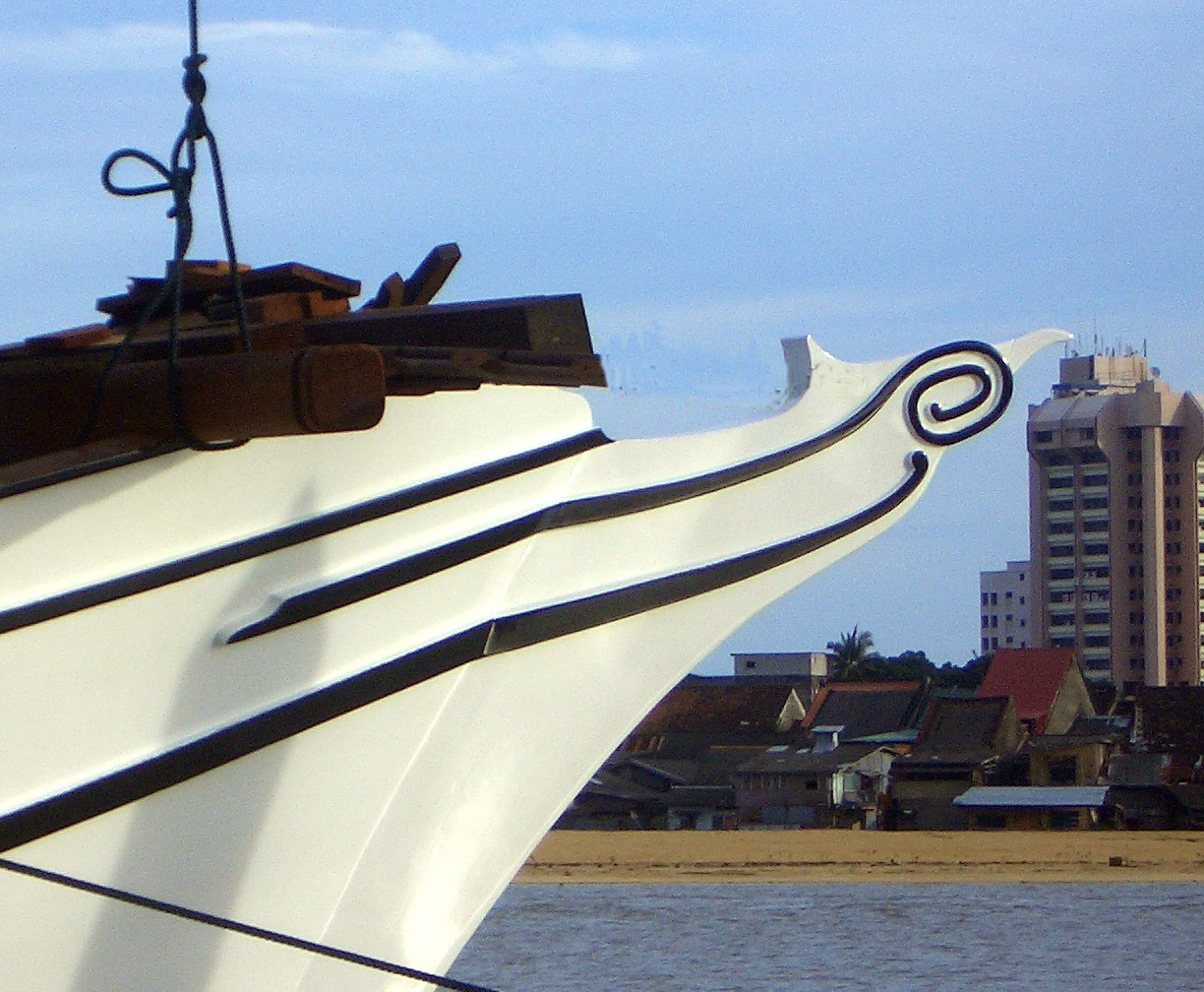
La figure de proue de Naga Pelangi

En malais moderne, Naga Pelangi, traduit littéralement, signifie "Dragon arc-en-ciel". Nāga est un mot sanskrit et signifie serpent et représente un serpent mythique comme une créature dans le Mahabharata. Faute d'un autre mot, le malais moderne utilise ce mot indien pour désigner le symbole chinois du dragon.
Partout en Asie du Sud-Est, dans la culture birmane, thaïlandaise, vietnamienne, khmère, les Nagas se trouvent sous diverses formes, moitié serpent, moitié dragon. Pour les Malais préislamiques, le Naga était une divinité vivant dans la mer et était tenue en grande estime par les marins. Des sacrifices étaient offerts pour demander un voyage de bon augure et souvent la proue de leur métier était ornée d'une figure de proue d'un Naga sculpté. Cette sculpture détaillée a été réduite à une sculpture stylisée plus tard en raison de l'interdiction stricte de l'image dans l'Islam. La figure de proue d'un pinas malais s'appelle "gobel", avec les éléments de l'ancien Naga qui brillent à travers.

## Histoire
La tradition de la construction de bateaux en bois dans la Malaisie moderne remonte à des siècles: pour le commerce extérieur, pour la pêche, pour la piraterie, pour remonter les nombreuses rivières, pour chaque objectif, un design spécial a été développé. Lorsque Malacca est devenu le principal centre commercial des épices en provenance des îles Moluques, en Indonésie, la péninsule malaise s'est transformée en un creuset des civilisations maritimes et marchandes: Indiens et chinois, Arabes et Indonésiens, Vietnamiens et Thaïlandais, Birmans, Européens et d'autres, tous sont arrivés dans leur métier distinctif, inspirant la construction navale malaisienne.

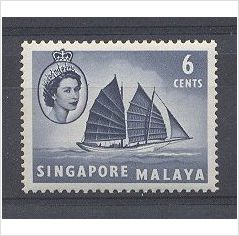
Timbre britannique représentant un pinas malais, 1955

L'une des histoires racontées est que sur la rive est d'une île de l'embouchure de la rivière Terengganu, une sirène, une vache de mer indo-pacifique (Dugong), était autrefois assise. Ainsi l'île a été nommée "Pulau Duyong" (malais : pulau=île). Selon la légende, un sultan historique de Terengganu a encouragé les Bugis, un peuple marin de Célèbes (Sulawesi, Indonésie), pour s'installer sur l'île et y établir un poste de commerce. Il entendait encourager le commerce sur la côte est de la péninsule, car les Bugis étaient bien connus dans toute l'Asie du Sud-Est en tant que commerçants, constructeurs de bateaux et pirates. Ils se sont installés et sont restés et c'est là que s'est développée la construction de bateaux en Malaisie. À l'époque de Zheng He, un marin et explorateur chinois renommé, les constructeurs de bateaux Terengganu étaient déjà connus pour leur métier. Un temple construit en son honneur est situé sur la rivière Terengganu en mémoire de sa visite à cet endroit.
Au 19e siècle, un capitaine français dit avoir émerveillés à la vue d'une flottille de navires de commerce assemblés à partir de tous les coins du globe dans le port de l' île Duyong: boutres arabes, praos indonésiens, lorchas portugais, goélettes anglaises et chinoises, jonques vietnamiennes et thaïlandaises. Les deux "perahu besar" de Terengganu, les "pinas" et le "bedar" sont le résultat de cet échange culturel. Les "pinas" portent des traces de l'influence française de la pinasse française, tandis que le "bedar" montre des éléments des boutres arabes. Le foc et le beaupré dans les deux sont d'origine occidentale, car les jonques ne portent presque jamais ces caractéristiques. Les voiles des deux types sont celles d'une jonque chinoise classique: Le gréement a un système d'écoute, des parrel beads (en), un snotter (en) et un système de lazy jack (en). Tous sont documentés dans la littérature chinoise depuis plus de 2000 ans. Le désir de navires toujours plus rapides et plus maniables a combiné ces éléments positifs et a créé ces hybrides indésirables.
Les constructeurs de bateaux de Terengganu ont été redécouverts pendant la Seconde Guerre mondiale par la marine japonaise, qui y fit construire des dragueurs de mines en bois par les charpentiers et les pêcheurs. Après la guerre, les Malais ont arrêté de construire des bateaux à voile pour leur propre usage, mais ils ont continué à fabriquer des chalutiers et des ferries, en utilisant les anciennes techniques. La hausse des prix du bois et le manque de demande ont contraint les chantiers à la faillite, de sorte qu'aujourd'hui cette tradition est au bord de l'extinction, avec très peu d'artisans pratiquant encore l'ancienne technique de construction.

## Galerie

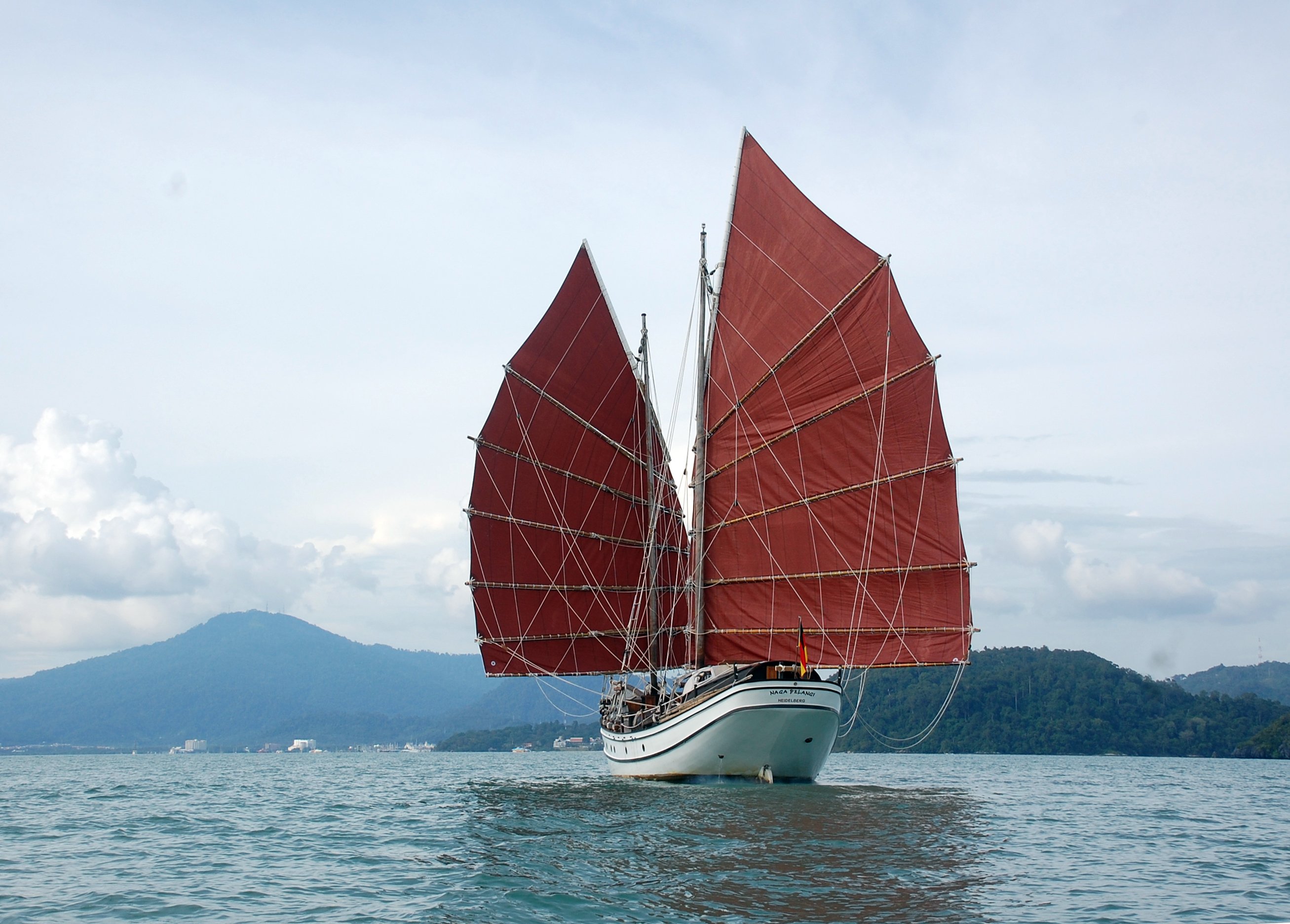
Naga Pelangi sous voile papillon
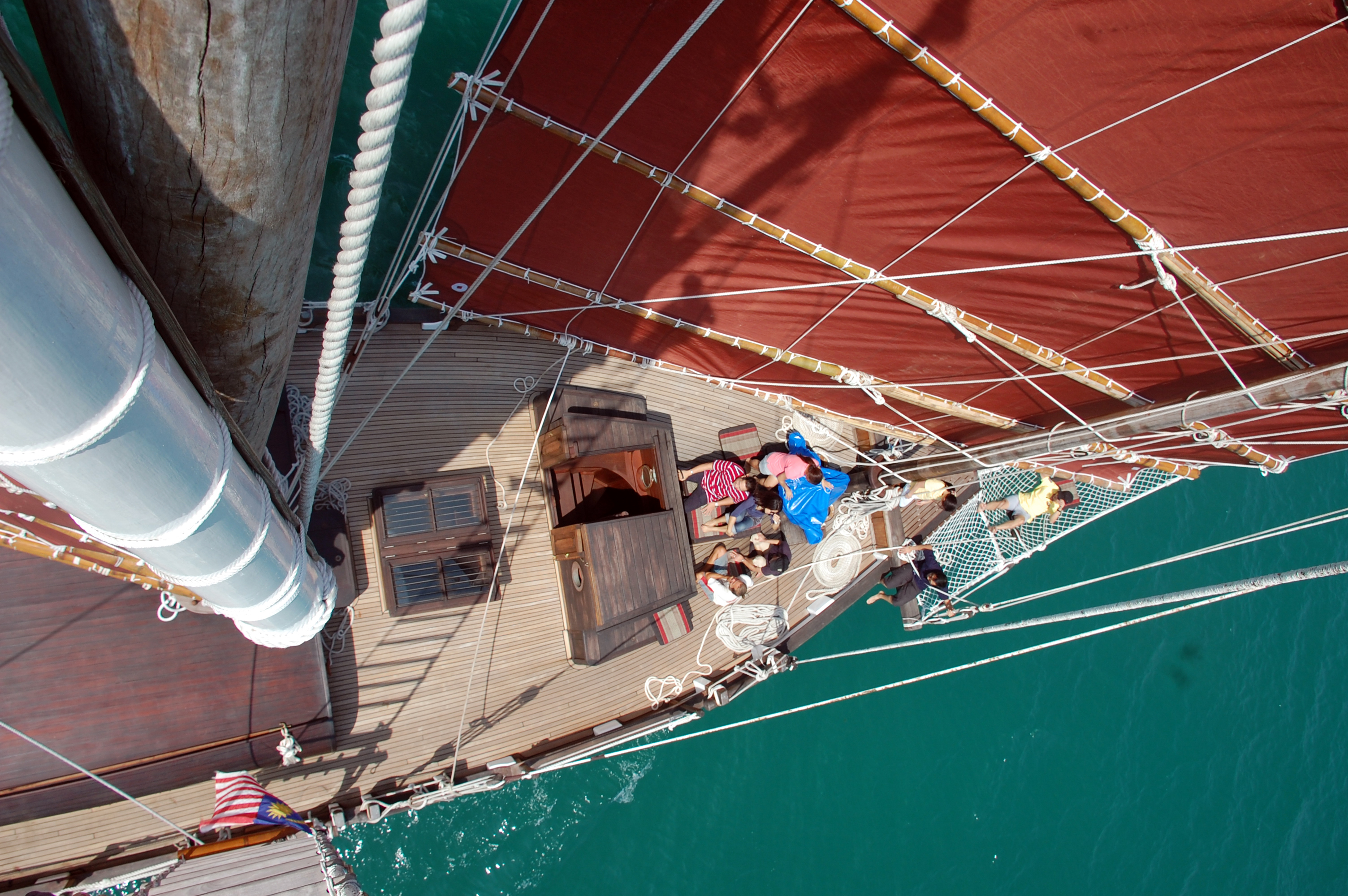
Vue depuis l'un des mâts
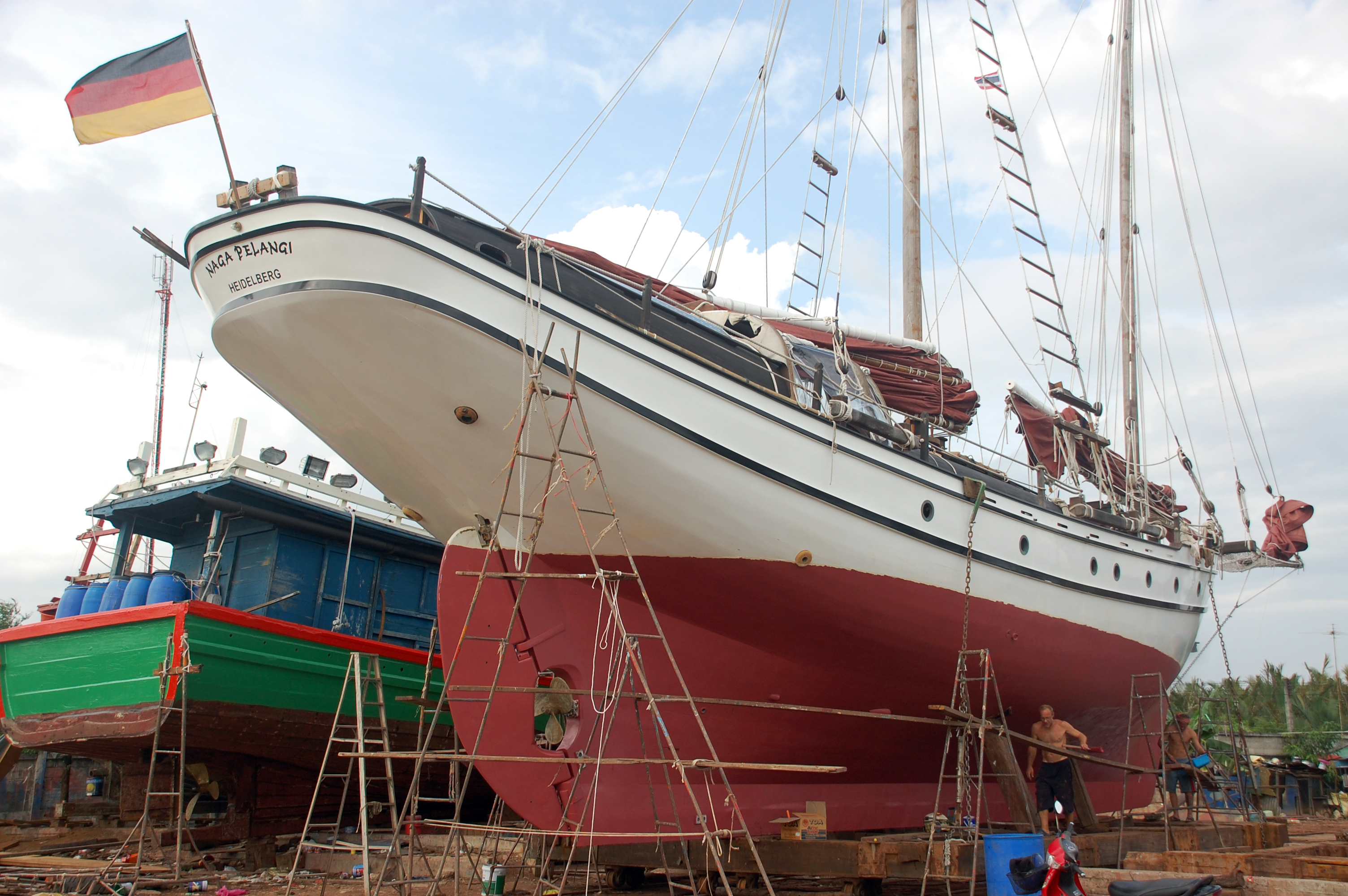
Sur quai en Thaïlande (2011)
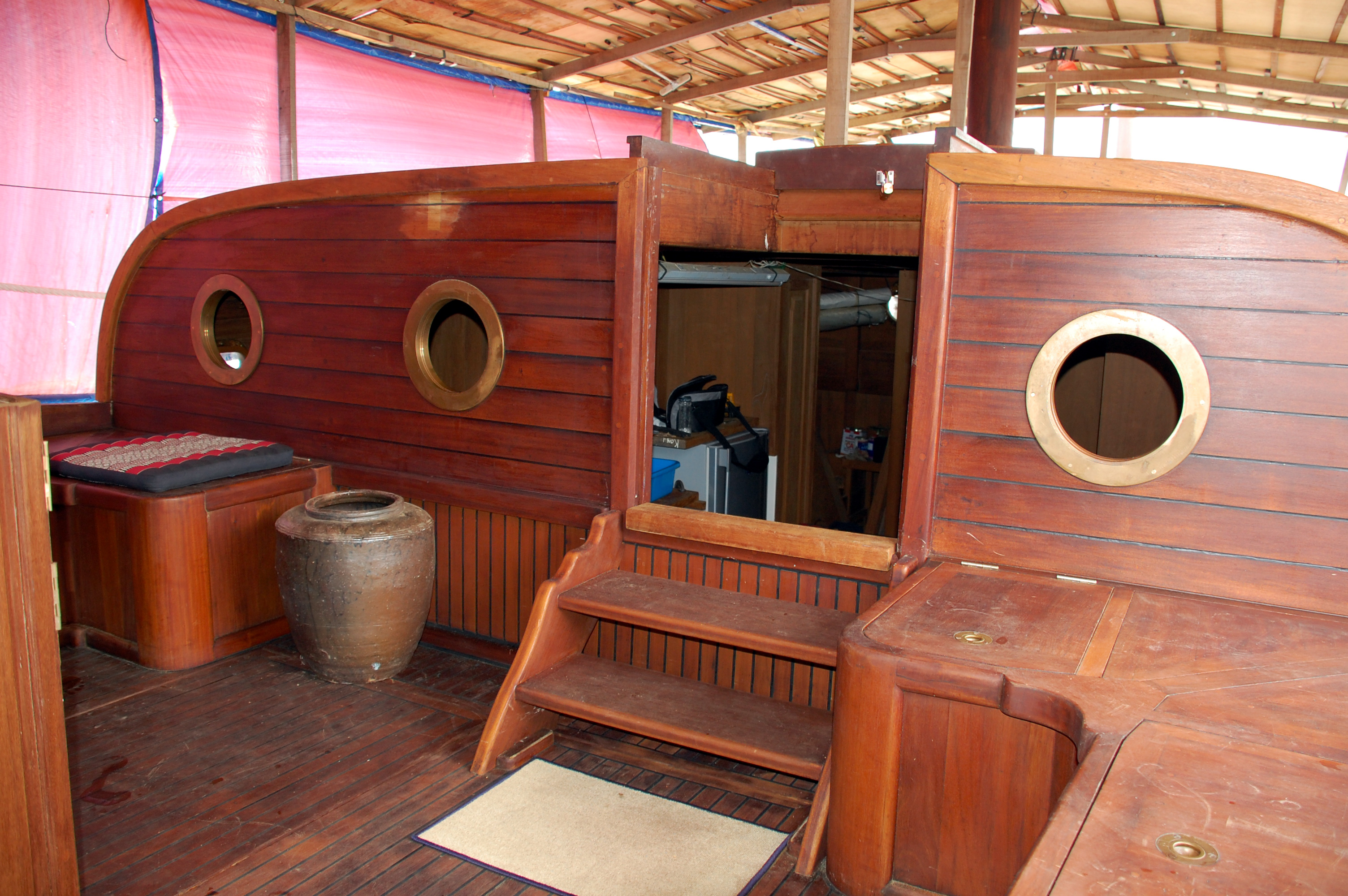
Cockpit
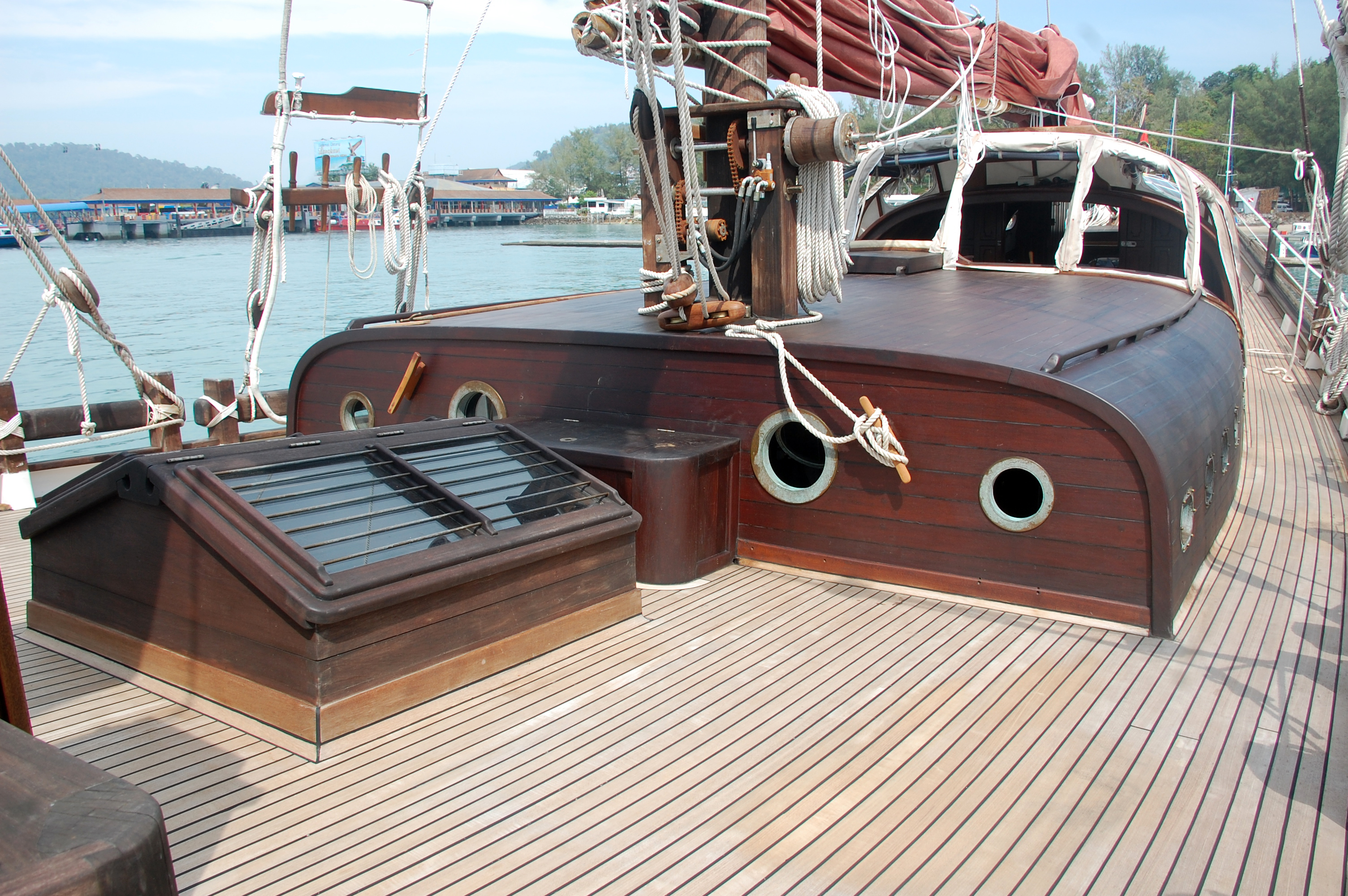
Disposition du pont
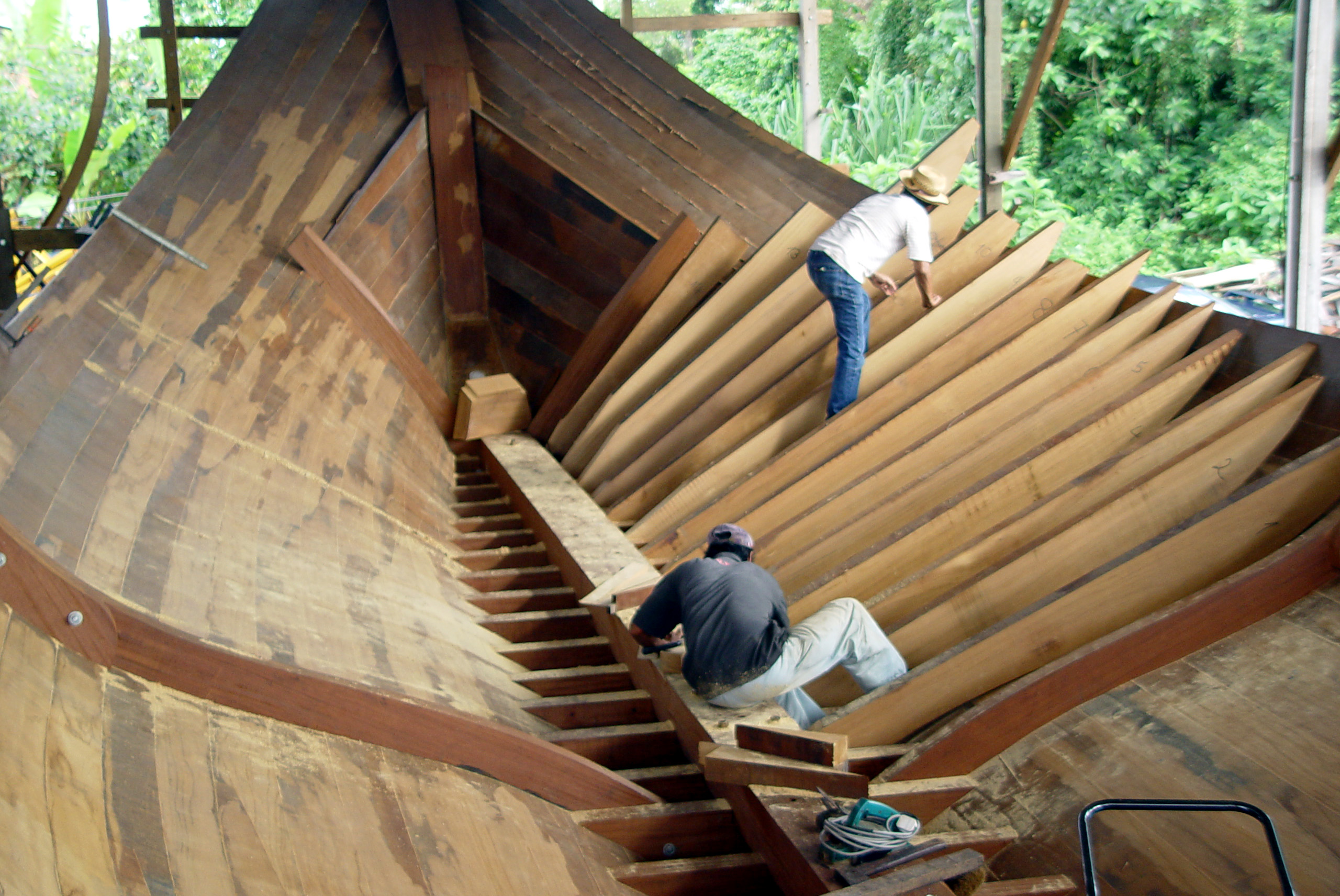
Construction des cadres ajustés à la coque du Naga Pelangi (2004)